# تخيلات الرمل (رواية)
تخيلات الرمل (بالإنجليزية: Imaginings of Sand)‏ هي رواية للكاتب الجنوب أفريقي أندريه برينك، نشرت عام 1996، عن دار نشر سيكر أند واربورغ. 